# Банковская система
Банковская система — совокупность различных видов национальных банков и кредитных организаций, действующих в рамках общего денежно-кредитного механизма. Банковская система включает центральный банк, сеть коммерческих банков и прочих кредитно-расчётных центров. Центральный банк проводит государственную эмиссионную и валютную политику, являясь ядром резервной системы. Коммерческие банки осуществляют все остальные виды банковских операций.
Банковская система — составная часть кредитной системы.

## Структура банковской системы
В странах с развитой рыночной экономикой сложились двухуровневые банковские системы. Верхний уровень системы представлен центральным (эмиссионным) банком. На нижнем уровне действуют коммерческие банки, подразделяющиеся на универсальные и специализированные банки (инвестиционные банки, сберегательные банки, ипотечные банки, банки потребительского кредита, отраслевые банки, внутрипроизводственные банки).
Банковская система не включает небанковские кредитно-финансовые институты (инвестиционные компании, инвестиционные фонды, страховые компании, пенсионные фонды, ломбарды, трастовые компании). Данные институты являются частью более общей категории — финансовые институты.

## Типы банковских систем
Международная практика знает несколько типов банковских систем:
- распределительную централизованную банковскую систему;
- рыночную банковскую систему;
- банковскую систему переходного периода.

Распределительная (централизованная) банковская система: государство — единственный собственник, монополия государства на формирование банков, одноуровневая банковская система, политика единого банка, государство отвечает по обязательствам банков, банки подчиняются правительству и зависят от его оперативной деятельности, кредитные и эмиссионные операции сосредоточены в одном банке, руководитель банка назначается центральной или местной властью вышестоящими органами управления. Банковская деятельность регулируется нормативно-правовыми документами.
В противоположность распределительной (планово-административной) системе банковская система рыночного типа характеризуется отсутствием монополии государства на банковскую деятельность. Для банковской системы в условиях рынка характерна банковская конкуренция. Эмиссионные и кредитные функции разделены между собой. Эмиссия денег сосредоточена в центральном банке, кредитование предприятий и населения осуществляют различные деловые банки — коммерческие, инвестиционные, инновационные, ипотечные, сберегательные и др. Коммерческие банки не отвечают по обязательствам государства, так же как государство не отвечает по обязательствам коммерческих банков.

## Банковская инфраструктура
Банки, как элементы банковской системы, могут успешно развиваться только во взаимодействии с другими элементами и, прежде всего, с банковской инфраструктурой. К элементам банковской инфраструктуры относятся:
- законодательные нормы (определяющие статус кредитного учреждения, перечень выполняемых им операций);
- внутренние правила совершения операций (обеспечивающие выполнение законодательных актов и защиту интересов вкладчиков, клиентов банка, его собственных интересов в целом, методическое обеспечение);
- построение учёта, отчётности, аналитической базы (компьютерная обработка данных, управление деятельностью банка на базе современных коммуникационных систем);
- структура аппарата управления банком.

## Основные функции системы
- — обеспечивать функционирование и развитие экономики путем предоставления банковских кредитов и организации системы расчетов;
- — посредничество в перемещении денежных средств от кредиторов к заёмщикам и от продавцов к покупателям;
- — аккумуляция временно свободных ресурсов в стране;
- — кредитование производства, обращения товаров и потребностей физических лиц.

## Банковская система в США
Банковская система США формировалась веками. Правовое регулирование банковской деятельности в стране базируется на тех принципах, которые были заложены в Конституции Соединенных Штатов Америки и в Декларации независимости. Деятельность кредитных организаций во многом регулируется законами конца XIX — начала XX века. В результате кризиса 1907 года появилась Федеральная резервная система, а результатом Великой депрессии стал запрет на осуществление операций с ценными бумагами и обязательное страхование вкладов.
Правовое регулирование банковской деятельности происходит на уровне штатов и на федеральном уровне. Банки штатов могут становиться членами ФРС. Федеральная банковская система — двухуровневая. Первый уровень состоит из органов управления. В 1863 году стал действовать Закон о национальной валюте и в это время появился Департамент Казначейства США. В его структуру входит Офис Контролера денежного обращения. Он осуществляет контроль за национальными банками, представительствами иностранных банков на федеральном уровне и за федеральными сберегательными ассигнациями. У Офиса Контролера денежного обращения есть право лицензирования — он одобряет создание новых национальных банков. Второй уровень федеральной банковской системы США включает в себя банковские сберегательные ассоциации, национальные банки, банковские холдинговые компании. Первый уровень банковской системы штата состоит из органов управления, а второй из банков штатов и кредитных организаций, которые действуют в пределах конкретного штата. Банк штата при желании может стать членом ФРС, и тогда его работа будет регулироваться Федеральной резервной системой. Федеральная резервная система состоит из Совета управляющих и 12 федеральных резервных банков.
Согласно американскому банковскому законодательству, банковскую деятельность могут осуществлять банки, сберегательные банки, банковские холдинговые компании, кредитные союзы, банковские сберегательные ассоциации. Есть банки, которые занимаются коммерческой и инвестиционной банковской деятельностью. Если банк выбрал основным видом деятельности одно из этих направлений, он ограничен в осуществлении другого. В 1985 году работало 14 417 коммерческих банков, в 1995 году — 9 943 банка, в 2005 году — 7 526. Общее количество подразделений и офисов в 1985 году составило 43 777 и 58194 соответственно, в 1995 году — 56 887 и 66 830. В 2005 году их количество насчитывало 73 523 и 81 049.
В 2013 году в США насчитывалось 5 876 коммерческих банков, у них было 83 394 подразделения и 89 270 офисов.
Банковские холдинговые компании по данным ФРС в 2013 году получили свыше 139 миллиардов долларов прибыли. Банки-штатов — члены ФРС за тот же период получили 18,2 миллиарда долларов. В 1895 году финансист Дж. Пи. Морган открыл кредитные линии для мелких банков. В 1908 году приняли Закон Олдрича — Врилэнда, и впоследствии была образована Национальная монетарная комиссия во главе с сенатором Нельсон Олдрич. Эта комиссия должна была решить вопрос о совершенствовании банковской системы страны. В 1913 году был принят Закон о Федеральной резервной системе. В соответствии с этим законом, территория США делится не менее, чем на 8, и не более, чем на 12, округов. Во главе округа — федеральный резервный город, а в нем действует федеральный резервный банк. Национальный банк, действующий в каком-либо из штатов, должен в течение 90 дней с момента начала своей деятельности вступить в Союз штата, в котором находится этот банк. Также должен стать членом Федеральной резервной системы. В США есть 12 округов, центры которых расположены в Далласе, Сан-Франциско, Сэнт Луисе, Нью-Йорке, Кливленде, Атланте, Бостоне, Филадельфии, Ричмонде, Чикаго, Миннеаполисе, Канзас сити. Штат Аляска обслуживается отделением Сиэтла, а Гавайи — банком Сан-Франциско. Банк Сан-Франциско обслуживает американские Самоа и Северные Марианские острова, а Банк Нью-Йорка — Пуэрто-Рико и американские Виргинские острова. ФРС — независимая организация, ее решения не должен утверждать президент или любой другой орган исполнительной или законодательной власти. Основная часть финансирования организации происходит за счет процентов по правительственным ценным бумагам.
Совет управляющих — основной орган ФРС. В его состав входит 7 членов, которые назначает Президент США. Сенат их утверждает сроком на 14 лет. После того, как истечет срок исполнения обязанностей Совета управляющих, он не может быть переизбран на новый срок. По состоянию на 2014 год размер годовой зарплаты Председателя Совета управляющих составлял 201 700 долларов США, а другие члены Совета управляющих получали 181 500 долларов в год.
Банки штатов могут становиться членами ФРС. Но для этого нужно отправить запрос в Совет управляющих на право подписаться на акции Федерального резервного банка округа, в котором действует банк. ФРС может разрешить банку штата стать акционером Федерального резервного банка на тех условиях, которые закреплены в Законе о ФРС. Совет управляющих может проверять документы и счета любого федерального резервного банка и банка-участника, требовать отчеты. Каждую неделю Советом управляющих публикуется отчет о состоянии каждого резервного банка. В отчете отражаются активы и обязательства ФРБ, информация о резервах, сумме, природе и сроках погашения бумаг. Совет управляющих может освобождать от должности директора Федерального резервного банка или любого сотрудника. Совет управляющих принимает решение на основании 5 голосов за или единогласного решения в ситуации, когда на заседании присутствует меньше 5 членом Совета управляющих.
Федеральный комитет по операциям на открытом рынке (Federal Open Market Committee (FOMC) — структурное подразделение ФРС. Оно состоит из 7 членов представителей Совета управляющих, президента Федерального резервного банка Нью-Йорка и еще 4 президентов других Федеральных резервных банков. Деятельность каждого резервного банка контролирует совет директоров. В его состав входит три директора класса А, которые выбираются из кандидатов банков-акционеров ФРБ, трех директоров класса В — из представителей общественности и трех директоров класса С. ФРС должна отчитываться два раза в год перед банковским комитетом Конгресса США и раз в год перед палатой представителей Конгресса США.
Национальные банки также часто называются национальными банковскими ассоциациями. Основная деятельность каждого национального банка должна проходить в месте, который был определен в организационном сертификате. Национальные банки не могут предоставлять займы и скидки под залог акций своего собственного акционерного капитала. Национальные банковские ассоциации осуществляют функции депозитариев государственных денежных средств по назначению Секретаря Казначейства. Их могут нанять как финансовых агентов Правительства. Тогда национальные банки должны выполнять обязанности депозитариев государственных денежных средств и финансовых агентов Правительства.
Банком штата называют любой банк, сберегательный банк (не считая взаимных сберегательных банков, трастовую компанию), или любое другое банковское учреждение, которое вовлечено в бизнес по приему депозитов и существует в соответствии с законами любого штата, территорий США, Виргинских Островов, Пуэрто-Рико или действует согласно Кодексу законов Округа Колумбия.
Самые крупные банковские ассоциации — банковские холдинги. Свыше 80 % всех кредитных организаций США входят в состав банковских холдинговых компаний. В США в июле 2012 года насчитывалось 4 660 банковских холдинговых компаний.
Федеральные сберегательные ассоциации представляют собой сберегательные банки и федеральные сберегательные ассоциации. Федеральные сберегательные кассы осуществляют деятельность по привлечению денежных средств в акции, вклады, счета. Выдают сберегательные книжки, сертификаты, разные свидетельства счетов.
Федеральные сберегательные ассоциации обладают правом создавать подразделения дистанционного обслуживания в целях кредитования сберегательных счетов или счетов до востребования, кредитования платежей по займам, осуществления связанных финансовых операций. Под сберегательной ассоциацией штата подразумевается строительно-кредитная ассоциация, ссудо-сберегательная ассоциация, сберегательно-кредитная ассоциация. Также может подразумеваться любой кооперативный банк, который создан и действует в соответствии с законами. Но в законодательстве есть несколько исключений на этот счет.
В стране действует экспортно-импортный банк США. Банк оказывает помощь в финансировании и содействии экспорта товаров и услуг, импорта и обмена услугами между США и другими государствами. Экспортно-импортный банк предоставляет займы, гарантии, кредиты для того, чтобы увеличить занятость в стране. Банк кредитует американских экспортеров и иностранных лиц. Обычно этот банк выдает кредиты на условиях софинансирования. Ипотечное кредитование населения осуществляет Федеральная жилищная ипотечная корпорация. Федеральный банк финансирования занимается предоставлением займов федеральным кредитным агентствам, которые в свою очередь занимаются кредитованием юридических лиц.

## Банковская система в СССР
В СССР банки принадлежали государству. В банковскую систему того периода входил Государственный банк СССР, Банк для внешней торговли СССР, Государственные трудовые сберегательные кассы СССР, Всесоюзный банк финансирования капитальных вложений. Функции этих банков определялись согласно их уставам.